# Race Driver: Grid
A Race Driver: Grid (Európán kívül: Grid) versenyjáték, a Grid sorozat első tagja, melyet a Codemasters fejlesztett és jelentett meg. A játék 2008 májusában jelent meg Windows, PlayStation 3 és Xbox 360 platformokra. 2008 áprilisában egy J2ME-verzió is megjelent, ezt a Spiced Bits fejlesztette és a Glu Mobil adta ki. Ezt 2008 augusztusában a Firebrand Games által fejlesztett Nintendo DS-verzió, 2010 novemberében a Sega által kiadott játéktermi változat, majd 2013 áprilisában a Feral Interactive által fejlesztett és megjelentetett OS X-átirat követte.

## Játékmenet
A Gridet a Codemasters fejlesztette és jelentette meg a TOCA sorozat utódjának szánt Grid sorozat első játékaként. A Gridben a játékos a saját versenycsapatának igazgatója és egyben első számú pilótája. A játékosok a játék előrehaladtával szponzorokat szerezhetnek, illetve bizonyos versenyeken csapattársat is felbérelhetnek maguk mellé.
A játék kezdetén a játékosok más csapatoknál vállalhatnak versenyzői szerepet, hogy ezzel pénzt gyűjtsenek, amiből saját járműveket vásárolhatnak, amikkel a saját csapatuk színében versenyezhetnek. A Grid volt az első versenyjáték, amelyben szerepel a korábban a Prince of Persia: The Sands of Time című akció-kalandjátékban is látható „visszatekerés” funkció, mellyel a játékosok legfeljebb 10 másodperccel visszatekerhetik az eseményeket, hogy az általuk kiválasztott pontról folytassák a versenyt. A maximálisan megengedett visszatekerések számát a játék kiválasztott nehézsége szabja meg.
A Grid különböző versenytípusokat kínál, melyekben különböző autókat lehet használni. A játékban három főbb régió kapott helyet; Amerikai Egyesült Államok, Európa és Japán, melyekhez különböző bajnokságok vannak kötve. A játék 43 autójánaka mindegyike e három régió egyikéhez van kötve. A Grid többféle versenyszámot is kínál, többek között túraautó-bajnokságokat, driftelést, tógét, fedetlen kerekű autók bajnokságát és roncsderbit, valamint ezek változatait. A játékosok minden versenyszezon végén részt vehetnek a Le Mans-i 24 órás autóversenyen.
A játékban szereplő pályák között valódi és kitalált versenypályák, illetve kitalált pontok közötti pályák is szerepelnek. Olyan valódi pályák is helyet kaptak a játékban, mint Le Mans és Spa-Francorchamps, míg néhány már nem létező utcai pálya, például a michigani Detroit Street Circuit és a Washington D.C. Street Circuit is. A játékban számos fiktív pálya is található, amelyeket valós helyszínek és pályák ihlettek, például a kaliforniai San Francisco és az olaszországi Milánó utcái, valamint a Haruna-hegy.
A Nintendo DS-verzió jelentős mértékben eltér a nagygépes változatoktól; húsz európai, amerikai és japán pálya, illetve 25 autó kapott benne helyet. A játék tartalmazza a Race Driver: Create & Race pályatervezőjének frissített változatát is, amely lehetővé teszi a játékosok számára, hogy saját pályákat és pálya menti hirdetőtáblákat készítsenek. A játékban a járművek testreszabása és az interneten keresztüli többjátékos mód is megtalálható.

## Fejlesztés és marketing
A Gridet a Codemasters saját fejlesztésű Ego játékmotorja köré építették fel, ami a kritikusok által elismert Colin McRae: Dirtben alkalmazott Neon játékmotor továbbfejlesztett változata. A sérüléskódot teljesen átírták, lehetővé téve ezzel a tartós sérülés lehetőségével rendelkező környezetek használatát. A játék PlayStation 3- és Xbox 360-verzióinak hangmotorja az Ambisonics formátumot használja. A Firebrand Games, a Race Driver: Create & Race fejlesztője készítette el a Grid Nintendo DS-verzióját, ami a Create Octane játékmotorján fut, átvéve a Create háromdimenziós grafikáját, felhasználói felületét és pályaszerkesztőjét.
A játék mobiltelefonos verziót is kapott, ezt a Spiced Bits fejlesztette és a Glu Mobile jelentette meg 2008. április 15-én. A játék nagygépes verzióihoz 2008 májusában megjelent egy demóverzió a PlayStation Store, az Xbox Live Marketplace illetve több személyi számítógépes disztribúciós platformon is. A demóban a játékosok a verseny- és a driftmódot próbálhatták ki. A demó egy versenykihívást is tartalmazott, a leggyorsabb európai játékos egy BMW 3-as sorozatú, míg a leggyorsabb amerikai egy Ford Mustang autót nyert. Az amerikai verseny május 25-én éjfélkor, míg az európai verseny május 31-én, szintén éjfélkor ért véget. A demó kettő interneten keresztüli versenypályát is tartalmazott, amiken egyszerre legfeljebb 12 játékos mérkőzhetett meg. A demót a három platformon összesítve több mint 1 millióan töltötték le.
2010-ben a Sega jóvoltából egy játéktermi kiadási is megjelent. A játék Windows- és PlayStation 3-verzióinak szervereit 2011. június 19-én leállították.

### Letölthető tartalmak
A Codemasters kettő fizetős letölthető tartalmat is megjelentetett a játékhoz; az első, az 8-Ball Pack 2008. december 4-én jelent meg az Xbox Live Marketplace és a PlayStation Network kínálatában. A csomag kettő új többjátékos eseményt, illetve nyolc új autót (Honda S2000, McLaren F1 GTR, Mitsubishi Lancer Evolution X, Nissan GT-R, Pontiac Firebird, TVR Cerbera Speed 12, Volkswagen Nardo, Volvo C30 STCC) adott a játékhoz. A második letölthető tartalom a PAL-területeken 2010. március 4-én, míg Észak-Amerikában 2010. március 11-én jelent meg Prestige Pack címmel, kizólag PlayStation 3-ra. Ez a Mount Panorama Circuit versenypályát és tíz új autót (Bugatti Veyron, Ferrari F575 GTC, Ferrari F430 GTC, Honda Integra Type-R (DC5), Jaguar XKR GT3, Lamborghini Gallardo GT, Lamborghini Gallardo LP 560-4, Lotus 2-Eleven, Mazda Furai, Mercedes-Benz SLR McLaren 722) adott a játékhoz.

## Fogadtatás
| Összegzőoldal | Értékelés | Értékelés | Értékelés | Értékelés |
| Összegzőoldal | DS        | PC        | PS3       | Xbox 360  |
| ------------- | --------- | --------- | --------- | --------- |
| Metacritic    | 79/100    | 87/100    | 87/100    | 87/100    |

| Szerző         | Értékelés | Értékelés | Értékelés | Értékelés               |
| Szerző         | DS        | PC        | PS3       | Xbox 360                |
| -------------- | --------- | --------- | --------- | ----------------------- |
| 1Up.com        | C−        | N/A       | N/A       | N/A                     |
| Edge           | N/A       | N/A       | 9/10      | N/A                     |
| Eurogamer      | 8/10      | N/A       | N/A       | 9/10                    |
| Game Informer  | N/A       | N/A       | 9/10      | 9/10                    |
| GamePro        | N/A       | N/A       | N/A       | [ 33 ]                  |
| GameRevolution | N/A       | N/A       | N/A       | B                       |
| GameSpot       | 8,5/10    | N/A       | 8/10      | 8/10                    |
| GameSpy        | N/A       | N/A       | [ 37 ]    | [ 38 ]                  |
| GameTrailers   | N/A       | N/A       | 9/10      | 9/10                    |
| GameZone       | 7,8/10    | N/A       | 9/10      | N/A                     |
| IGN            | 8,3/10    | 8,7/10    | 8,7/10    | (US) 8,7/10 (AU) 7.9/10 |
| Nintendo Power | 8,5/10    | N/A       | N/A       | N/A                     |
| ONM            | 89%       | N/A       | N/A       | N/A                     |
| OXM (US)       | N/A       | N/A       | N/A       | 9/10                    |
| PC Gamer (US)  | N/A       | 86%       | N/A       | N/A                     |
| PSM            | N/A       | N/A       | [ 48 ]    | N/A                     |
| VideoGamer.com | 8/10      | N/A       | N/A       | N/A                     |
| 411Mania       | N/A       | 9,5/10    | N/A       | N/A                     |
| Digital Spy    | N/A       | N/A       | N/A       | [ 51 ]                  |

A Metacritic gyűjtőoldal adatai szerint a játék „általánosságban kedvező” kritikai fogadtatásban részesült.
Az Edge a „100 legjobb játék, amivel játszhatsz ma” listáján a Grid a negyvenegyedik helyen szerepel. A magazin szerkesztői megjegyezték, hogy „a játék leporolja a műfaj egészét, nagyszerű egyensúlyt teremtve a szimulációs izgágaság és a játéktermi fesztelenség között, lélegzetelállító sebesség, és egyetlen másik versenyjátékhoz sem fogható ott-vagy-a-pályán-érzés”.
Az észak-amerikai Nintendo Power magazin a tízből 8,5 pontra értékelte a játék Nintendo DS-verzióját, dicsérve az erős autó- és pálya-testreszabhatósági lehetőségeket, a grafikát és a többjátékos módokat. Az N-Europe 8/10-es pontszámot adott a játékra.

### Díjak és jelölések
A Grid elnyerte az 5. British Academy Games Awards BAFTA-díját a sportjáték kategóriában. Az Academy of Interactive Arts & Sciences „év versenyjátéka” kategóriában jelölte a játékot a 12. Interactive Achievement Awardson. A játék az IGN év végi értékelőjében a játék elnyerte a „2008-as év legjobb DS-versenyjátéka” díjat.

## Folytatások
A Codemasters a Grid folytatását 2013 májusában jelentette meg Grid 2 címmel. Ez az Ego játékmotor továbbfejlesztett verzióján fut. Ezt a 2014 júniusában megjelent Grid Autosport követte. A sorozat negyedik tagja Grid címmel jelent meg 2019 szeptemberében Microsoft Windows, Xbox One, PlayStation 4 és Stadia platformokra. A sorozat ötödik tagja, a Grid Legends 2022 februárjában jelent meg az Electronic Arts kiadásában.

## Fordítás
- Ez a szócikk részben vagy egészben  a   Race Driver: Grid című angol Wikipédia-szócikk ezen változatának fordításán alapul.  Az eredeti cikk szerkesztőit annak laptörténete sorolja fel. Ez a jelzés csupán a megfogalmazás eredetét és a szerzői jogokat jelzi, nem szolgál a cikkben szereplő információk forrásmegjelöléseként.